# Furtivité plasmique
La furtivité plasmique (de l'anglais plasma stealth) est une théorie qui se propose de réduire la surface équivalente radar (SER) d'un aéronef en utilisant un gaz ionisé (plasma). Les interactions entre un rayonnement électromagnétique et un gaz ionisé ont été largement étudiées avec des objectifs différents comme la possibilité de dissimuler un avion aux radars. Alors qu'il est théoriquement possible de réduire la SER d'un avion en « enveloppant » sa carlingue dans du plasma, il est très difficile de l'envisager dans la pratique. Il existe plusieurs méthodes qui peuvent raisonnablement permettre de créer un nuage de plasma autour de l'avion, de la simple décharge électrostatique ou électromagnétique, à des systèmes plus exotiques comme des plasmas produits à l'aide de lasers.

## Premières apparitions
En 1956, Arnold Eldredge, de la General Electric, fit une demande de brevet pour un « système de camouflage, méthode et dispositif » (Object Camouflage Method and Apparatus), qui proposait d'embarquer un accélérateur de particules à bord d'un avion pour créer un nuage de gaz ionisé qui devait « réfracter ou absorber les faisceaux radar incidents ». On ne sait, ni qui a financé ces recherches, ni s'il y a eu un prototype ou une expérimentation quelconques.
Au cours du projet Oxcart (mise en œuvre d'un avion de reconnaissance Lockheed A-12), la CIA finança des essais pour réduire la SER des orifices d'admission de l'A–12. Sous le nom de « projet Kempster », on a utilisé un canon à électrons pour générer un nuage de gaz ionisés devant chaque orifice. Le système a été essayé en vol mais n'a jamais été monté de façon opérationnelle.
Malgré les apparentes difficultés techniques pour mettre au point une furtivité plasmique pour des avions de combat, en 1999 les Russes ont revendiqué un dispositif qu'ils proposaient à l'exportation. En janvier 1999, l'agence Tass publie une entrevue du docteur Anatoliy Koroteyev, directeur du centre de recherche de Keldysh (FKA Scientific Research Institute for Thermal Processes, centre de recherche scientifique pour les systèmes thermiques) dans laquelle il s'exprime sur le système développé par ses équipes. Cette annonce mérite notre intérêt au regard de la solide réputation du docteur Anatoliy Koroteyev et de son institut.
Le numéro de juin 2002 du Journal of Electronic Defense (journal de la contre–mesure électronique) rapporte que la technologie de mise en œuvre de nuages plasma, développée en Russie dans le cadre de la recherche de furtivité, réduit la SER d'un avion d'un facteur 100. Selon cet article, la technique a été expérimentée à bord d'un chasseur lourd Sukhoi Su-27. Le journal précise également que des recherches identiques sur l'utilisation des plasmas dans la réduction des SER ont été conduites
aux États–Unis par Accurate Automation Corporation (Chattanooga, Tennessee) et Old Dominion University (Norfolk, Virginie), ainsi qu'en France par Dassault Aviation (Saint-Cloud) et Thales (Paris).

## Cas des engins hypersoniques
Un véhicule est dit hypersonique, lorsque du fait de sa vitesse (à partir de Mach 5 environ ), l'air au contact de sa structure s'ionise spontanément. Il s'entoure ainsi de fait d'un nuage de plasma.

## Généralités sur les plasmas
Un plasma est un mélange dont la somme des charges électriques est proche de zéro et qui est composé d'ions (atomes ionisés qui possèdent une charge), d'électrons et de particules neutres (avec la possibilité d'avoir des atomes non–ionisés). Tous les plasmas ne sont pas ionisés à 100 %. Pratiquement toute la matière de l'univers est sous forme de plasma, les états solides, liquides et gazeux sont exceptionnels en dehors des planètes elles-mêmes. Les plasmas ont de nombreuses applications, de l'éclairage fluorescent à la fabrication des semi-conducteurs.
Les plasmas interagissent fortement avec le rayonnement électromagnétique et c'est pourquoi ils peuvent raisonnablement être employés pour modifier la signature radar d'un objet. L'interaction entre le plasma et le rayonnement électromagnétique dépend directement des propriétés physiques et des caractéristiques du plasma, et aussi, dans une moindre mesure, de sa température et de sa densité pour lesquelles ils possèdent un spectre extrêmement large. En effet, les températures sont comprises entre le proche zéro absolu et bien au-delà de 109 kelvins (par comparaison, le tungstène fond à 3 700 kelvins), et pour la densité, les plasmas peuvent contenir moins d'une particule par mètre cube, ou être plus denses que le plomb. Le plasma est conducteur de l'électricité dans une plage importante de fréquences et de propriétés physiques, et sa réponse aux basses fréquences électromagnétiques est voisine de celle d'un métal, il se comporte comme un réflecteur. Pour modifier la SER d'un objet à l'aide de plasma il faut utiliser des fréquences suffisamment élevées pour que la conductivité du plasma autorise à la fois une forte interaction avec l'onde incidente, et pour que cette onde ne soit pas réfléchie mais absorbée et convertie en chaleur.
Les plasmas peuvent être utilisés avec de nombreux types d'onde, mais pour les plasmas non–magnétisés, le mieux est d'utiliser la fréquence plasma qui correspond à une compression dynamique des électrons. Pour les plasmas magnétisés une grande quantité de types d'onde peut être excitée et interagir avec les rayonnements électromagnétiques aux fréquences radar.

## Plasma sur les surfaces aérodynamiques
L'idée d'envelopper un avion de plasma a été envisagée pour d'autres buts que la furtivité. On trouve, par exemple, de nombreuses publications sur l'usage des plasmas pour réduire la traînée. En particulier, un couplage électrohydrodynamique peut être employé pour accélérer le passage de l'air au voisinage d'une surface aérodynamique.
Un journal publie une étude sur l'utilisation d'une « peau » de plasma comme contrôle de surface sur une aile d'avion dans une soufflerie à faible vitesse. Ceci prouve qu'il est possible de produire un plasma à la surface d'un avion, cependant, on ne sait pas si le type de plasma généré au cours de ces expériences d'aérodynamique peut être employé valablement pour réduire la SER (surface équivalente radar).

## Absorption du rayonnement électromagnétique
Lorsqu'un rayonnement électromagnétique — comme une émission radar — se propage dans un plasma conducteur, les ions et les électrons sont déplacés en raison des champs électriques et magnétiques qui varient dans le temps. Le champ électromagnétique transmet de l'énergie aux particules, puis les particules rendent une partie de l'énergie gagnée au champ, mais une autre part de cette énergie est absorbée de façon définitive comme la chaleur dans des réactions de vaporisation ou de résonance, ou encore transférée par conversion en un autre type de rayonnement ou dans des réactions non–linéaires. Un plasma peut — du moins en principe — absorber toute l'énergie d'un rayonnement incident et c'est là que réside la clef de son utilisation dans le domaine de la furtivité. En tout état de cause, l'usage des plasmas en aéronautique permet une réduction sensible de la SER, ce qui rend la détection plus difficile, mais toutefois pas impossible. Cependant, la simple détection d'un avion par un radar ne suppose pas une précision suffisante pour l'intercepter ou ajuster un tir de missiles. En outre, la réduction de la SER réduit d'autant la portée efficace des radars ce qui permet à l'avion d'être plus proche de son objectif avant d'être détecté.
La grande question est la fréquence du signal radar incident. Un plasma va se comporter comme un simple réflecteur en–deçà d'une certaine fréquence qui dépend des propriétés du plasma. Ce phénomène est très commode pour les communications à longue distance car les émissions radio basse fréquence se réfléchissent entre la Terre et les couches ionisées de l'atmosphère (ionosphère) et peuvent ainsi parcourir d'importantes distances. Les radars trans–horizon d'alerte avancée utilisent cette propriété. En revanche, la plupart des radars militaires embarqués ou de défense aérienne fonctionnent sur supra-hautes fréquences (SHF) pour lesquelles beaucoup de plasmas, ionosphère comprise, absorbent ou transmettent le rayonnement. L'usage des ondes SHF pour les communications avec les satellites montrent bien qu'au moins quelques fréquences pénètrent la ionosphère.
Idéalement, le plasma entourant un avion devrait être capable d'absorber toute radiation incidente, et, du coup, d'éviter toutes réflexions des parties métalliques de l'avion ; dans ces conditions l'avion serait effectivement invisible pour un radar. Un plasma devrait aussi pouvoir être employé pour modifier les échos et ainsi tromper le système radar de détection. Par exemple, en changeant la fréquence de l'onde réfléchie on tromperait le filtrage Doppler et on rendrait l'écho très difficile à distinguer du bruit.
Le contrôle des propriétés du plasma est très important si on veut utiliser un plasma comme agent de furtivité, et également pour ajuster en temps réel sa densité, sa température, ou encore son champ magnétique pour pouvoir envisager sérieusement de mettre en échec une détection radar. Malgré cela les radars qui peuvent facilement changer leur fréquence d'émission seront moins gênés par les systèmes de contre-mesure à plasma. De la même façon que l'usage des matériaux absorbant radar, les systèmes à plasma ne sont pas une panacée dans le domaine de la furtivité.
La technologie de la furtivité plasma doit encore faire face à d'autres problèmes techniques. Par exemple :
– il faut savoir que le plasma est lui-même une source de rayonnement électromagnétique ;
– il faut un certain temps au plasma pour être réabsorbé par l'atmosphère, il s'ensuit une traînée de gaz ionisé qui suit l'avion en mouvement ;
– les plasmas ont tendance à émettre une lueur dans le visible (comme dans les tubes fluorescents), ce qui n'est pas une bonne chose quand on souhaite être invisible ;
– il est certainement très difficile de produire un plasma absorbant recouvrant la totalité d'un avion.
En conclusion, on peut considérer que la technologie plasma permet au moins de réduire la SER de la plupart des surfaces réfléchissantes d'un avion comme les ailettes des réacteurs, les prises d'air ou les stabilisateurs.

## Recherche fondamentale à l'aide de Spoutnik
En raison des applications militaires évidentes de la furtivité plasma on possède peu de publications de travaux sur l'effet des plasmas sur la SER des avions, en revanche, les interactions entre les plasmas et les ondes ultracourtes sont un domaine bien connu de la physique générale des plasmas. Ces études sont un bon point de départ pour approcher la propagation des ondes dans les plasmas.
Un des articles les plus intéressants en relation avec les plasmas et la SER des avions a été publié en 1963 par l'IEEE. L'article s'appelle Radar cross sections of dielectric or plasma coated conducting spheres and circular cylinders (SER d'un diélectrique ou de plasma en couche autour d'une sphère ou d'un cylindre). Six ans plus tôt — en 1957 — les Soviétiques lancent le premier satellite artificiel. Pendant les essais de poursuite de Spoutnik, il apparaît que la dispersion des rayonnements électromagnétiques à son voisinage est différente de ce qu'on pouvait attendre des propriétés d'une sphère. Ceci est dû à ce que le satellite a traversé une couche de plasma : la ionosphère.
La forme de sphère extrêmement simple du Spoutnik permet de se faire une bonne idée des effets des plasmas sur la SER d'un avion. Bien sûr, un avion a une forme beaucoup plus sophistiquée et est composé de matériaux différents, mais grossièrement, l'effet reste le même. Dans le cas de Spoutnik qui a traversé la ionosphère à grande vitesse et est entouré d'une « coque naturelle » de plasma on obtient deux échos radar distincts : le premier issu de la surface conductrice du satellite lui-même, l'autre produit par l'enveloppe diélectrique de plasma.
Les auteurs de l'article ont trouvé que l'enveloppe diélectrique (en plasma) peut, soit diminuer, soit augmenter la SER de l'objet. Si l'une des deux réflexions est notablement plus importante, la réflexion plus faible n'aura pas d'effet significatif sur le résultat global. Les auteurs ont également établi que le signal électromagnétique qui pénètre l'enveloppe de plasma et qui est réfléchi par la surface de l'objet verra son intensité diminuer au cours de son aller–retour dans le plasma ainsi que nous l'avons vu dans la section précédente.
L'effet le plus intéressant est observé lorsque les deux réflexions sont de magnitudes équivalentes. Dans ce cas, les deux valeurs seront ajoutées comme des phaseurs et le champ résultant déterminera la SER globale. Lorsque ces deux composantes sont en opposition de phase, elles s'annulent. Ceci signifie que lorsque ces circonstances sont réunies, la SER devient nulle et l'objet est totalement invisible pour les radars.
Cependant, il est évident qu'obtenir de telles valeurs numériques avec la forme complexe d'un avion doit être très compliqué. Ceci nécessiterait une importante banque de données expérimentales sur la forme particulière de l'avion considéré, sur les propriétés du plasma, sur l'aérodynamisme, sur les radiations incidentes, etc. D'un autre côté, les calculs originaux présentés dans cet article ont été exécutés sur un ordinateur IBM 704 conçu en 1956. À cette époque, le sujet était tout nouveau et on ne possédait que très peu de données expérimentales. La science a tellement évolué depuis, qu'on ne peut plus comparer sérieusement une sphère métallique et un avion de combat moderne.

## Application simple
Les antennes d'un radar ont elles-mêmes une SER importante. En remplissant des tubes de verre creux avec du plasma basse pression on pourrait concevoir des antennes totalement transparentes aux radars lorsqu'elles sont hors service.